# Consulat général d'Algérie à Strasbourg
Le consulat général d'Algérie à Strasbourg est une représentation consulaire de la République algérienne démocratique et populaire en France. Il est situé allée de la Robertsau, à Strasbourg, en Alsace.